# نادي كروسيدرز

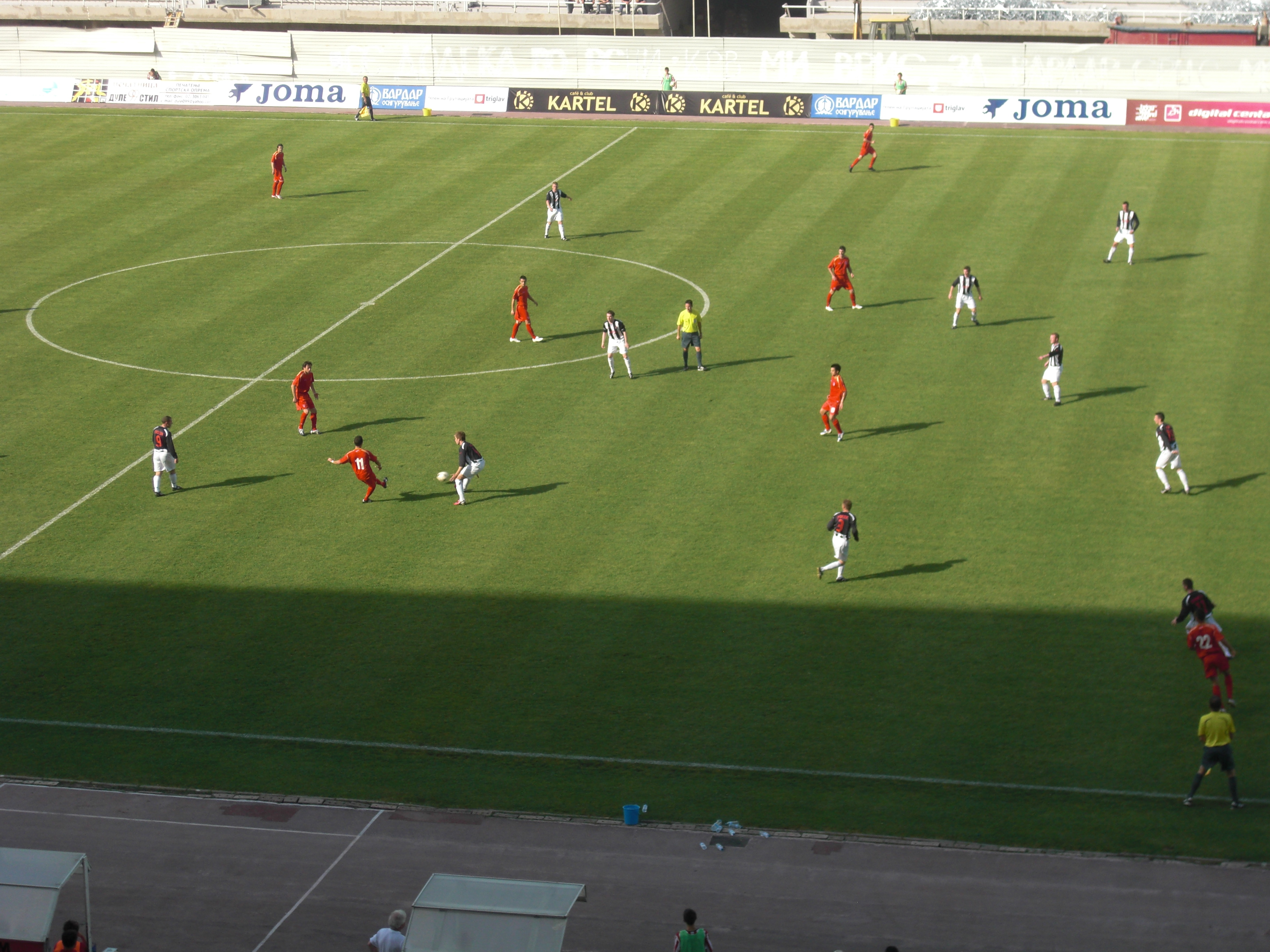
كروسيدرز في مباراة من تصفيات دوري أوروبا 2009–10

كروسيدرز هو نادي كرة قدم أيرلندي شمالي شبه محترف يلعب في دوري أيرلندا الشمالية الممتاز. أُسس النادي عام 1898 وملعبه سيفيو. ألوان النادي الأسود والأحمر.